# Саралжын (Коктерекский сельский округ)
Саралжын (каз. Саралжын, до 199? г. — им. Кирова) — село в Казталовском районе Западно-Казахстанской области Казахстана. Входит в состав Коктерекского сельского округа. Находится примерно в 66 км к юго-западу от села Казталовка. Код КАТО — 274849400.

## Население
В 1999 году население села составляло 440 человек (233 мужчины и 207 женщин). По данным переписи 2009 года, в селе проживало 337 человек (173 мужчины и 164 женщины).